# Orenbergschanze
Die Orenbergschanze ist eine Mattenschanze in Willingen (Upland), die am Orenberg liegt. Insgesamt besteht die Anlage aus drei Schanzen (K10, K35 und K45). Die im Jahre 1937 erbauten Schanzen dienen hauptsächlich den Nachwuchsskispringern des Skiclub Willingen.

## Geschichte
Am 28. Februar 1937 wurde am Orenberg bei Willingen die erste Jugendschanze für Nachwuchsskispringer gebaut. Nach dem Zweiten Weltkrieg wurde sie im Jahre 1946/47 vergrößert und erneut in Betrieb genommen. Im Jahre 1950 wurde die Schanze dann mit einer Flutlichtanlage ausgestattet, die am 30. Oktober 1950 feierlich eingeweiht wurde. In den nächsten Jahren veranstaltete man hier immer am Samstagabend Nachtskispringen, bei denen auch Doppel- und Dreifachsprünge absolviert wurden. 1979 wurde die Anlage dann für 550.000 Mark als K45- und K35-Mattenschanze rekonstruiert. Die Nationalmannschaft der Nordischen Kombinierer nam am 8. Juli 1979 sogar an der Eröffnungsfeier teil. Im Jahre 2003 wurde die Anlage zusätzlich mit einem Schlepplift ausgestattet und im Jahr 2005 wurden die Matten zuletzt erneuert. Momentan finden auf der Schanze jedes Jahr im Sommer der Orenberg Cup statt.

## Schanzenrekorde
Am 27. Mai 2012 sprang der Deutsche Paul Winter auf der K47-Schanze einen Schanzenrekord von 50,0 m. Im Winter hält Max Häfele den Schanzenrekord aus 2008 mit 50,0 m. Am 26. August 2006 gelang Stephan Leyhe mit 46,5 m auch ein Schanzenrekord. Dieser Rekord wurde später aber gebrochen.
Auf der K34-Schanze sprang Leif Fricke am 27. Mai 2012 den Rekord von 35,0 m.